# Ooidius
Ooidius es un  género de coleópteros adéfagos de la familia Carabidae.

## Especies
Comprende las siguientes especies:
- Ooidius advolans (Nietner, 1857)
- Ooidius crassiceps G. Muller, 1942
- Ooidius dorsiger (Klug, 1853)
- Ooidius ephippium (Dejean, 1829)
- Ooidius madecassus (Jeannel, 1948)
- Ooidius sellatus (Dejean, 1831)